# 呂子桂
呂子桂（1632年—？），字公攀，號月宇，直隸河間府滄州人，民籍，明朝政治人物。

## 生平
順天府鄉試第二十一名舉人。嘉靖四十四年（1565年）中式乙丑科會試第三百二十三名，三甲第一百一十八名進士。户部观政，本年八月授太原府推官，隆慶三年四月降江西布政司知事，八月升鳳翔府通判，四年六月升户部主事，六年二月復除本部，萬曆三年二月丁忧。五年十一月復除本部，七年二月升宣府管粮郎中，九年二月调外任，十年正月補池州府通判，十一年六月升潞安府同知，十五年四月升南户部员外，十七年二月升郎中，二十年升宝庆知府。

## 家族
曾祖呂欽；祖父呂廸；父呂大韶。嫡母高氏；生母孟氏。弟吕子英（省祭）、吕子才（廪生）。